# Socialni demokrati
Sociální demokraté (Socialni demokrati, SD) je slovinská středolevá politická strana. Do roku 2005 nesla strana název Sjednocená kandidátka sociálních demokratů (Združena lista socialnih demokratov, ZLSD). Současným předsedou je Borut Pahor.

## Vývoj strany

### Strana demokratické obnovy
Počátky současné strany sahají do roku 1989, kdy se Svaz komunistů Slovinska rozhodl vzdát vedoucí úlohy v politickém, sociálním a hospodářském životě Slovinska a umožnil politickou pluralitu. V lednu 1990 došlo k rozkolu Svazu komunistů Jugoslávie. Zanedlouho se slovinští komunisté přejmenovali na Stranu demokratické obnovy (Stranka demokratične prenove, SDP). Předsedou strany byl zvolen bývalý komunistický funkcionář Ciril Ribičič. SDP získala v prvních svobodných volbách 17,3 %, a měla tak největší voličskou podporu, v součtu však většinu měla koalice DEMOS.
V letech 1990 až 1992 zůstala strana v opozici vůči středopravé Peterleho vládě. V roce 1992 se strana stala součástí Drnovšekovy vlády. Ve stejném roce se SDP přejmenovala na Sociálnědemokratickou obnovu (Socialdemokratska prenova, SDP).

### Sjednocená kandidátka
Před volbami v roce 1992 uzavřela SDP dohodu s dalšími levicově orientovanými stranami – se Sociálnědemokratickou unií, Stranou pracujících Slovinska a Demokratickou stranou důchodců Slovinska – a byla vytvořena volební koalice Sjednocená kandidátka (Združena lista, ZL). Tato koalice získala 13,58 % hlasů a stala se třetí politickou silou v zemi po Liberální demokracii Slovinska (LDS) a Slovinských křesťanských demokratech (SKD). Tyto tři největší politické strany se dohodly na vytvoření koalice (označovaná jako „velká koalice“). Vládu vedl Janez Drnovšek (LDS). Do března 1994 se na koalici podílela i Sociálnědemokratická strana Slovinska (SDSS).
V květnu 1993 se v Lublani konal sjezd, na němž se delegáti dohodli na vytvoření jednotné strany. Nová strana nesla označení Sjednocená kandidátka sociálních demokratů (Združena lista socialnih demokratov, ZLSD). Předsedou strany byl zvolen Janez Kocijančič. ZLSD opustila vládní koalici v lednu 1996 v důsledku neshod v sociální politice. Část členů pak ZLSD opustila a znovuvytvořila Demokratickou stranu důchodců Slovinska (DeSUS). Ve volbách v roce 1996 získala ZLSD jen 9 % hlasů.
V letech 1996 až 2000 byla strana v opozici. Na třetím Národním sjezdu ZLSD v roce 1997 byl zvolen nový předseda strany – Borut Pahor. Ve volbách v roce 2000 získala ZLSD 12 % hlasů a stala se součástí středolevé koaliční vlády Janeze Drnovšeka. Pahor se stal předsedou Státního shromáždění. V roce 2004 získala ZLSD přibližně deset procent hlasů a odešla do opozice.

### Sociální demokraté
Na pátém sjezdu strany v roce 2005 bylo rozhodnuto zkrátit název strany na Sociální demokraty (Socialni demokrati, SD). Ve funkci předsedy byl potvrzen Pahor, který tak upevnil svou pozici vůči vnitrostranické opozici z levého křídla strany. Na programovém sjezdu v roce 2006 se strana distancovala od komunistické minulosti, když odsoudila komunistickou diktaturu ve Slovinsku a v Jugoslávii po druhé světové válce.
V roce 2004 se v důsledku prohraných voleb ocitla LDS v krizi, která skončila rozkolem strany, a tak SD tvořila hlavní opozici k středopravé Janšově vládě. V roce 2007 několik prominentů LDS opustilo její řady a včetně bývalého premiéra Antona Ropa přešlo k SD. V důsledku tohoto vývoje se SD stala po Slovinské demokratické straně (SDS) druhou největší parlamentní politickou stranou ve Slovinsku.
V září 2008 vyhrála SD se ziskem 30,45 % hlasů volby do Státního shromáždění. SDS skončila na druhém místě se ziskem 29,26% hlasů. Sociální demokraté utvořili spolu se Zares, DeSUS a LDS vládu. V průběhu roku 2011 došlo k demontáži dosavadní vládní koalice, kterou opustil Zares a DeSUS, v září pak Pahor navrhl Státnímu shromáždění ke jmenování nové ministry. Dne 20. září 2011 však proti jmenování ministrů hlasovalo 51 poslanců (poslanci Slovinské demokratické strany, Slovinské lidové strany, Slovinské národní strany, DeSUSu a šest poslanců strany Zares), což znamenalo pád slovinské vlády. Na konci září 2011 oznámil slovinský prezident Danilo Türk, že 21. října rozpustí Státní shromáždění a předčasné volby vyhlásí na 4. prosince 2011. V pátek 21. října 2011 minutu po půlnoci tak i učinil. V předčasných volbách skončili Sociální demokraté na třetím místě se ziskem přes 114 tisíc hlasů, ve Státním shromáždění mají 10 mandátů.
V září 1996 se ZLSD stala členem Socialistické internacionály a od května 2003 je SD členem Strany evropských socialistů.

## Zástupci strany

### Předsedové
- Ciril Ribičič (1990–1993)
- Peter Bekeš (1993)
- Janez Kocijančič (1993–1997)
- Borut Pahor (1997–2012)
- Igor Lukšič (2012–2014)
- Dejan Židan (2014–)